# 九龍巴士15X線
九龍巴士15X線是香港九龍市區的一條日間巴士路線，來往藍田（廣田邨）與紅磡站，袛在星期一至五早上及黃昏繁忙時間提供服務。此線往紅磡方向途經啟德隧道及土瓜灣道（土瓜灣「下路」），往藍田方向因土瓜灣沒有支路駛入啟德隧道，須行經馬頭圍道（土瓜灣「上路」）、馬頭涌道及太子道東。

## 歷史
現時215X線星期一至五早晚繁忙時段往九龍站方向的服務，受到漆咸道北一帶經常性塞車影響，為了停靠漆咸道北近曲街的巴士站，往往需時十多分鐘，因而導致行車時間超時，對來往藍田、觀塘至南九龍的居民造成不便。
因此，九巴及運輸署收到不少地區人士建議，215X線在早晚繁忙時段取消停靠曲街巴士站，以減少班次失準。但運輸署認為因早晚繁忙時間於該站下車的乘客相當多（接近1000人次），若實施該等建議會影響現有乘客。有見及此，九巴及運輸署建議將215X早晚繁忙時間部份班次，改為由廣田邨開出，依215X線原有行車路線至啟德隧道後，改經新山道、土瓜灣道、馬頭圍道及寶其利街，以機利士南路為終站，編號為15X（即本路線），在本路線營運時段，215X線將不停靠漆咸道北近曲街巴士站，同時為觀塘市中心一帶乘客提供另一特快往土瓜灣及紅磡的選擇。
運輸署在2012年11月30日的觀塘區議會屬下交通及運輸委員會會議中提出開辦本路線，有工聯會黨籍的觀塘區議員稱有關建議獲該會通過，擬於2013年1月14日起投入服務，結果到了一星期後，即2013年1月21日才正式投入服務。

### 年表
- 2013年1月21日：投入服務，祇在星期一至五早上及黃昏繁忙時間提供服務。
- 2013年8月30日：總站由紅磡（機利士南路）遷往紅磡站，由創紀之城往紅磡站之間的車站與11X相同。
- 2014年8月25日：增程黃昏回程服務[4]。
- 2015年9月5日：增設到站時間預報。[5]

延長路線後，終站的紅磡站，根據區議會地區分界，是屬油尖旺區，不過總站與紅磡區相當近，一般市民容易分不清紅磡站是屬油尖旺區還是九龍城區。

## 服務時間及班次
| 藍田（廣田邨）開 | 藍田（廣田邨）開 | 藍田（廣田邨）開 | 紅磡站開   | 紅磡站開    | 紅磡站開     |
| 日期             | 服務時間         | 班次（分鐘）     | 日期       | 服務時間    | 班次（分鐘） |
| ---------------- | ---------------- | ---------------- | ---------- | ----------- | ------------ |
| 星期一至五       | 07:10-09:30      | 20               | 星期一至五 | 17:40-18:40 | 20           |
| 星期一至五       | 17:00-19:00      | 20               |            |             |              |

星期六、日及公眾假期不設服務

## 收費
全程：$8.3
- 九龍灣站至藍田（廣田邨）：$6.4
- 觀塘市中心往藍田（廣田邨）：$5.0

| - 本線設有12歲以下小童及65歲或以上長者半價優惠。 - 65歲或以上香港居民使用「樂悠咭」，以及12歲以下合資格殘疾兒童使用「殘疾人士身份」個人八達通繳付車資，均可享有每程$2.0或半價（以較低者為準）的票價優惠；12至64歲合資格殘疾人士使用「殘疾人士身份」個人八達通（包括「樂悠咭」），以及60至64歲香港居民使用「樂悠咭」繳付車資，均可享有每程$2.0或全費（以較低者為準）的票價優惠。 - 65歲或以上長者如使用長者或一般個人八達通繳付車資，則只可享有半價優惠；12至64歲合資格殘疾人士如不使用「殘疾人士身份」個人八達通，以及60至64歲人士如不使用「樂悠咭」繳付車資，必須繳付全費。 - 乘客可以現金或八達通於上車時付款，不設找續。 - 每位成人乘客可免費攜帶最多兩名4歲以下而不佔座位的兒童乘客乘車，超額之4歲以下小童必須繳付小童車費乘車。 - 持有「九巴月票」之乘客在車票有效期內，每日可享最多10程任何九龍巴士及龍運巴士路線（包括本路線，以及聯營路線的九龍巴士／龍運巴士提供的班次；惟乘搭機場「A」及「NA」線則可享原價二七折優惠（不會計算每天10次合資格車程））；而B1線則每日可享最多各2程（不會計算每天10次合資格車程）。 - 九龍巴士、城巴、龍運巴士及陽光巴士全職員工及家屬（不包括外判職員）可免費乘搭本路線，惟必須拍職員或職員家屬八達通。 - 乘客亦可透過多元化電子支付系統（e度嘟）繳付車資，包括使用非接觸式VISA卡、JCB卡、萬事達卡、銀聯卡、美國運通、大來國際、Discover Card、Apple Pay、Google Pay、Samsung Pay、AlipayHK「易乘碼」、支付寶、WeChatHK／微信支付「搭車碼」、銀聯雲閃付「乘車碼」及BOC Pay「乘車碼」。乘客使用此付款方式，使用此支付方式的乘客可享有中途下車之分段收費，以及與其他九巴／龍運獨營路線或聯營線九巴／龍運班次之轉乘優惠，惟不適用於與非九巴／龍運路線之轉乘優惠，亦不能享有「公共交通費用補貼計劃」及「長者及合資格殘疾人士公共交通票價優惠計劃」。 |

### 八達通巴士轉乘計劃
乘客登上本線巴士後150分鐘內以同一張八達通卡轉乘以下路線，或由以下路線登車後150分鐘內轉乘以下本線，次程可獲$4.2車資折扣優惠：
15X←→98、98A、296A、213M
- 15X往藍田 → 98、98A、296A往將軍澳或213M往安泰
- 98、98A、296A往牛頭角站或213M往藍田站 → 15X往紅磡站

15X←→6C、6F
- 15X往紅磡站 → 6C往美孚或6F往麗閣
- 6C或6F往九龍城 → 15X往藍田

## 用車
現時本線不設掛牌車，用車由15、16及215X線柯打

## 行車路線
藍田（廣田邨）開經：碧雲道、連德道、德田街、啟田道、鯉魚門道、觀塘道、觀塘道下通道、觀塘道、觀塘道天橋、啟福道、啟德隧道、新山道、土瓜灣道、馬頭圍道、寶其利街、機利士南路、暢運道及安運道。
紅磡站開經：暢運道、都會道、紅荔道、紅磡南道、紅菱街、機利士南路、蕪湖街、馬頭圍道、新柳街、漆咸道北、馬頭圍道、馬頭涌道、九龍城天橋、太子道東、觀塘道、觀塘道下通道、觀塘道、鯉魚門道、藍田公共運輸交匯處、鯉魚門道、啟田道、德田街、連德道及碧雲道。

### 沿線車站

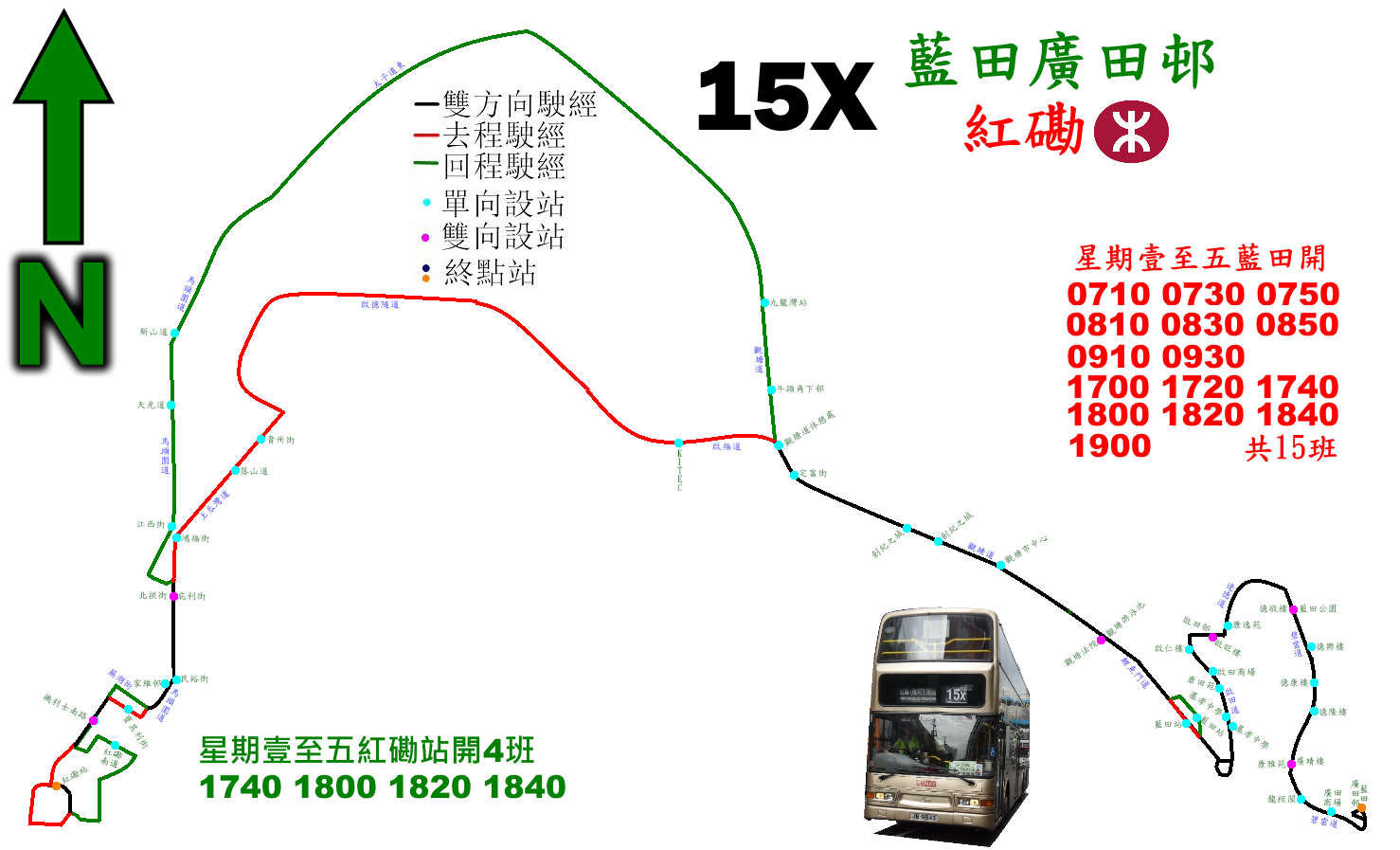
此線的走線圖

| 藍田（廣田邨）開 | 藍田（廣田邨）開             | 藍田（廣田邨）開       | 紅磡站開 | 紅磡站開                     | 紅磡站開               |
| 序號             | 車站名稱                     | 位置                   | 序號     | 車站名稱                     | 位置                   |
| ---------------- | ---------------------------- | ---------------------- | -------- | ---------------------------- | ---------------------- |
| 1                | 藍田（廣田邨）巴士總站       | 藍田（廣田邨）巴士總站 | 1        | 紅磡站巴士總站               | 紅磡車站公共運輸交匯處 |
| 2                | 康栢苑龍栢閣                 | 碧雲道                 | 2        | 紅磡南道                     | 紅磡南道               |
| 3                | 康雅苑                       | 碧雲道                 | 3        | 機利士南路                   | 機利士南路             |
| 4                | 德田邨德康樓                 | 碧雲道                 | 4        | 家維邨                       | 馬頭圍道               |
| 5                | 德田邨德敬樓                 | 碧雲道                 | 5        | 北拱街                       | 馬頭圍道               |
| 6                | 康逸苑                       | 連德道                 | 6        | 江西街                       | 馬頭圍道               |
| 7                | 啟田邨啟旺樓                 | 德田街                 | 7        | 上鄉道                       | 馬頭圍道               |
| 8                | 啟田商場                     | 啟田道                 | 8        | 新山道                       | 馬頭圍道               |
| 9                | 基孝中學                     | 啟田道                 | 9        | 九龍灣站（東九文化中心）     | 觀塘道                 |
| 10               | 藍田站                       | 鯉魚門道               | 10       | 牛頭角下邨                   | 觀塘道                 |
| 11               | 觀塘法院（F3）               | 鯉魚門道               | 11       | 觀塘道休憩處                 | 觀塘道                 |
| 12               | 觀塘轉車站－創紀之城（B10）  | 觀塘道                 | 12       | 定富街                       | 觀塘道                 |
| 13               | 啟德隧道轉車站－啟福道（L1） | 啟福道                 | 13       | 創紀之城（U5）               | 觀塘道                 |
| 14               | 貴州街                       | 土瓜灣道               | 14       | 觀塘轉車站－觀塘市中心（T5） | 觀塘道                 |
| 15               | 落山道                       | 土瓜灣道               | 15       | 觀塘游泳池（R2）             | 鯉魚門道               |
| 16               | 鴻福街                       | 土瓜灣道               | 16       | 藍田站                       | 藍田公共運輸交匯處     |
| 17               | 庇利街                       | 馬頭圍道               | 17       | 基孝中學                     | 啟田道                 |
| 18               | 民裕街                       | 馬頭圍道               | 18       | 康田苑                       | 啟田道                 |
| 19               | 寶其利街                     | 寶其利街               | 19       | 啟田商場                     | 啟田道                 |
| 20               | 機利士南路                   | 機利士南路             | 20       | 啟田邨                       | 德田街                 |
| 21               | 紅磡站                       | 紅磡車站公共運輸交匯處 | 21       | 藍田公園                     | 碧雲道                 |
|                  |                              |                        | 22       | 德田邨德樂樓                 | 碧雲道                 |
| 23               | 德田邨德隆樓                 |                        |          |                              | 碧雲道                 |
| 24               | 廣田邨廣靖樓                 |                        |          |                              | 碧雲道                 |
| 25               | 廣田商場                     |                        |          |                              | 碧雲道                 |
| 26               | 藍田（廣田邨）巴士總站       | 藍田（廣田邨）巴士總站 |          |                              |                        |

## 客量
15X線走線較15直接，並接收原215X於紅磡曲街下車的乘客，亦能疏導11X於觀塘市中心的龐大客量，因此客量不俗。

## 第一代15X線
第一代的15X線為香港首批特快巴士路線之一，於1982年11月26日起投入服務，來往藍田（北）至尖沙咀（漢口道），1995年5月22日提升至全日服務，並改稱為215X。

## 外部連結
- 九巴15X線官方網站路線資料
- 681巴士總站－15X （页面存档备份，存于）